# بو تشكاك (ماهرو)
بو تشکاك (بالفارسية: پوچکک) هي قرية تقع في إيران في قسم ماهرو الریفي.